# Tischtennis-Europameisterschaft 2003
Die 24. Tischtennis-Europameisterschaft fand vom 29. März bis 6. April 2003 in Courmayeur (Italien) statt. Spielort war das Forum Sport Centre. Insgesamt wohnten 1416 zahlende Zuschauer den Spielen bei, was als enttäuschend gewertet wurde.
Deutschlands Herren gewannen vier Medaillen, die Damen gingen leer aus. Die Herrenmannschaft wurde hinter Belarus Zweiter. Im Einzel gewann Torben Wosik nach seiner Endspielniederlage gegen Wladimir Samsonow Silber, Timo Boll und Jörg Roßkopf holten Bronze. Europameister im Herrendoppel wurde die belarussische / österreichische Kombination Evgueni Shetinin/Chen Weixing. Bei den Damenwettbewerben gewann das Team des Gastgeberlandes Italien Gold. Otilia Bădescu (Rumänien) im Einzel und Tamara Boroš/Mihaela Șteff (Kroatien/Rumänien) im Doppel siegten in den Individualkonkurrenzen.

## Austragungsmodus Mannschaften
Es traten 44 Herren- und 40 Damenteams an.
Der Spielmodus war der gleiche wie bei der vorherigen EM 2002. Allerdings gab es Modifikation dahingehend, dass die Mannschaften des Gastgeberlandes automatisch, unabhängig von der Platzierung in der Europaliga, für das Achtelfinale qualifiziert waren.

## Abschneiden der Deutschen
Cheftrainer war Dirk Schimmelpfennig. Istvan Korpa betreute die Herren, Richard Prause trainierte die Damen.

### Herrenmannschaft
Aufgrund der Platzierung in der Europaliga, nämlich Platz sieben, musste die deutsche Mannschaft bereits im Achtelfinale antreten. Hier kam sie nach einem 3:0-Erfolg gegen Griechenland ins Viertelfinale, wo sie Serbien und Montenegro mit 3:1 besiegte. Ebenfalls mit 3:1 gewann sie im Halbfinale gegen die ČSSR. Das Endspiel gegen Belarus ging mit 1:3 verloren. Hier holte Zoltan Fejer-Konnerth den einzigen Punkt.

### Damenmannschaft
In der Europaliga kamen die deutschen Damen auf Platz vier. Daher griffen sie bei dieser EM erst im Viertelfinale ein. Hier unterlagen sie dem späteren Europameister Italien mit 2:3. In den Spielen um die Plätze 5 bis 8 verloren sie gegen Russland und gewannen gegen Serbien und Montenegro. Dies reichte für Platz 7.

### Herreneinzel
- Torben Wosik: Sieg gegen Sergei Andrianov (Russland), Panagiotis Gionis (Griechenland), Jakub Kosowski (Polen), Zoran Primorac (Kroatien), Jean-Philippe Gatien (Frankreich), Jörg Roßkopf (Deutschland), Niederlage im Endspiel gegen Wladimir Samsonow (Belarus)
- Timo Boll: Sieg gegen Alex Perry (England), Adam Michael Robertson (Wales), Chen Weixing (Österreich), Ferenc Pazsy (Ungarn), Michael Maze (Dänemark), Niederlage im Halbfinale gegen Wladimir Samsonow (Belarus)
- Jörg Roßkopf: Sieg gegen Finn Tugwell (Dänemark), Josef Plachý (ČSSR), Karl Jindrak (Österreich), Bojan Tokič (Slowenien), Evgueni Shetinin (Belarus), Niederlage im Halbfinale gegen Torben Wosik (Deutschland)
- Lars Hielscher: Sieg gegen Fabien Simon (Luxemburg), Niederlage gegen Adrian Crișan (Rumänien)
- Bastian Steger: Niederlage gegen Christoph Maier (Österreich)
- Zoltan Fejer-Konnerth: reiste aus familiären Gründen nach den Mannschaftskämpfen ab.[5]

### Dameneinzel
Zwei deutsche Damen erreichten das Viertelfinale.
- Nicole Struse: Sieg gegen Ekaterina Ntoulaki (Griechenland), Andrea Bobetic (Kroatien), Jolanta Prūsienė (Litauen), Irina Palina (Russland), Niederlage gegen Silvija Erdelji (Jugoslawien)
- Laura Stumper: Sieg gegen Alba Prades (Spanien), Franziska Wex (Österreich), Katalina Gatinska (Bulgarien), Csilla Bátorfi (Ungarn), Niederlage gegen Otilia Bădescu (Rumänien)
- Elke Wosik: Sieg gegen Sunay Atakan (Türkei), Anne-Claire Palut (Frankreich), Natālija Kļimanova (Lettland), Niederlage im Achtelfinale gegen Andrea Bakula (Kroatien)
- Tanja Hain-Hofmann: Sieg gegen Detelina Petrova (Bulgarien), Yan Chi Mei (San Marino), Niederlage gegen Galina Melnik (Russland)
- Jessica Göbel war nur für den Mannschaftswettbewerb nominiert, um sechs Herren den Start in den Einzelwettbewerben zu ermöglichen.[6]

### Herrendoppel
- Jörg Roßkopf/Lars Hielscher: Sieg gegen João Monteiro/Ricardo Oliveira (Portugal), Niederlage gegen Jiang Weizhong/Dragutin Surbek jr. (Kroatien)
- Bastian Steger/Torben Wosik: Sieg gegen Andrew Baggaley/Gareth Herbert (England), Niederlage gegen Allan Bentsen/Martin Monrad (Dänemark)
- Zoltan Fejer-Konnerth/Timo Boll: Zoltan Fejer-Konnerth reiste aus familiären Gründen nach den Mannschaftskämpfen ab.[5]

### Damendoppel
- Elke Wosik/Nicole Struse: Sieg gegen Danileja Balic/Dragana Iveljic (Bosnien und Herzegowina), Pia Finnemann/Natalia Tsygankova (Dänemark/Belarus), Niederlage im Achtelfinale gegen Silvija Erdelji/Ana-Maria Erdelji (Jugoslawien)
- Tanja Hain-Hofmann/Laura Stumper: Sieg gegen Biljana Golic/Gordana Plavsic (Serbien), Katalina Gatinska/Asya Ilieva Kasabova (Bulgarien), Niederlage im Achtelfinale gegen Tamara Boroš/Mihaela Șteff (Kroatien/Rumänien)

### Mixed
- Lars Hielscher/Tanja Hain-Hofmann: Sieg gegen Damien Delobbe/Karen Opdencamp (Belgien), Andrew Baggaley/Georgina Walker (England), Lehel Demeter/Tatyana Logatzkaya (Ungarn/Belarus), Patrick Chila/Solene Legay (Frankreich), Niederlage im Viertelfinale gegen Werner Schlager/Krisztina Tóth (Österreich/Ungarn)
- Torben Wosik/Elke Wosik: Sieg gegen Tiago Apolónia/Ana Lucia Silva (Portugal), Marcin Kusinski/Patricja Molik (Polen), Yaniv Sharon/Marina Kravchenko (Israel), Niederlage im Achtelfinale gegen Maxim Chmyrev/Oksana Fadeeva (Russland)
- Bastian Steger/Laura Stumper: Sieg gegen Damien Mark Lynch/Tara Fusco (Irland), Sergei Andrianov/Tatjana Kulagina (Russland), Josef Plachý/Martina Smistikova (ČSSR), Niederlage im Achtelfinale gegen Chen Weixing/Viktoria Pavlovich (Österreich/Belarus)

## Wissenswertes
- Der Schwede Jan-Ove Waldner verzichtete nach einer Verletzung im Vorfeld auf seine Teilnahme.[7]
- Ni Xialian (Luxemburg) konnte wegen einer Schwangerschaft ihren Titel nicht verteidigen.[4]

## ITTF-Meeting
Parallel zu den Wettkämpfen trat der ETTU-Kongress zusammen. Er beschloss, dass bei der nächsten Europameisterschaft maximal 16 Mannschaften starten dürfen. Diese qualifizieren sich über die 1. Division der Europaliga, in der die Teams der Plätze 1 bis 16 der aktuellen EM 2003 starten. Wegen der reduzierten Anzahl von Mannschaften verkürzt sich die Dauer einer Europameisterschaft.

## Ergebnisse
| Wettbewerb        | Rang  | Sieger                                                                                     |
| ----------------- | ----- | ------------------------------------------------------------------------------------------ |
| Mannschaft Herren | 1.    | Belarus (Evgueni Shetinin, Wladimir Samsonow, Dmitry Chumakou)                             |
| Mannschaft Herren | 2.    | Deutschland (Timo Boll, Jörg Roßkopf, Zoltan Fejer-Konnerth, Torben Wosik, Bastian Steger) |
| Mannschaft Herren | 3.    | Schweden (Jörgen Persson, Fredrik Håkansson, Jens Lundqvist, Peter Karlsson)               |
| Mannschaft Herren | 4.    | ČSSR (Josef Plachý, Petr Korbel, Marek Čihák, Marek Klásek)                                |
| Mannschaft Herren | 9.    | Österreich (Werner Schlager, Robert Gardos, Chen Weixing, Karl Jindrak, Kostadin Lengerov) |
| Mannschaft Herren | 33.   | Schweiz (Marc Schreiber, Raphael Keller, Denis Joset)                                      |
| Mannschaft Damen  | 1.    | Italien (Nikoleta Stefanova, Wenling Tan Monfardini, Laura Negrisoli)                      |
| Mannschaft Damen  | 2.    | Kroatien (Tamara Boroš, Cornelia Vaida, Andrea Bakula, Sandra Paović)                      |
| Mannschaft Damen  | 3.    | Rumänien (Mihaela Șteff, Adriana Nastase, Otilia Bădescu)                                  |
| Mannschaft Damen  | 4.    | Ungarn (Csilla Bátorfi, Krisztina Tóth, Mária Fazekas, Georgina Póta)                      |
| Mannschaft Damen  | 7.    | Deutschland (Nicole Struse, Tanja Hain-Hofmann, Elke Wosik, Laura Stumper, Jessica Göbel)  |
| Mannschaft Damen  | 16.   | Österreich (Judit Herczig, Katerina Wolf, Veronika Heine, Martina Petzner)                 |
| Mannschaft Damen  | 31.   | Schweiz                                                                                    |
| Herren Einzel     | 1.    | Wladimir Samsonow (BLR)                                                                    |
| Herren Einzel     | 2.    | Torben Wosik (GER)                                                                         |
| Herren Einzel     | 3.–4. | Timo Boll (GER)                                                                            |
| Herren Einzel     | 3.–4. | Jörg Roßkopf (GER)                                                                         |
| Damen Einzel      | 1.    | Otilia Bădescu (ROM)                                                                       |
| Damen Einzel      | 2.    | Wenling Tan Monfardini (ITA)                                                               |
| Damen Einzel      | 3.–4. | Nikoleta Stefanova (ITA)                                                                   |
| Damen Einzel      | 3.–4. | Silvija Erdelji (YUG)                                                                      |
| Herren Doppel     | 1.    | Evgueni Shetinin/Chen Weixing (BLR/AUT)                                                    |
| Herren Doppel     | 2.    | Dmitri Masunow/Alexei Smirnow (RUS)                                                        |
| Herren Doppel     | 3.–4. | Slobodan Grujić/Aleksandar Karakašević (YUG)                                               |
| Herren Doppel     | 3.–4. | Werner Schlager/Karl Jindrak (AUT)                                                         |
| Damen Doppel      | 1.    | Tamara Boroš/Mihaela Șteff (CRO/ROM)                                                       |
| Damen Doppel      | 2.    | Csilla Bátorfi, Krisztina Tóth (HUN)                                                       |
| Damen Doppel      | 3.–4. | Swetlana Ganina/Irina Palina (RUS)                                                         |
| Damen Doppel      | 3.–4. | Silvija Erdelji/Ana-Maria Erdelji (YUG)                                                    |
| Mixed             | 1.    | Werner Schlager/Krisztina Tóth (AUT/HUN)                                                   |
| Mixed             | 2.    | Chen Weixing/Viktoria Pavlovich (AUT/BLR)                                                  |
| Mixed             | 3.–4. | Lucjan Błaszczyk/Otilia Bădescu (POL/ROM)                                                  |
| Mixed             | 3.–4. | Damien Éloi/Anne-Claire Palut (FRA)                                                        |